# Joop Brussee
Joop Brussee (Leiden, 2 juli 1944) is een Nederlandse presentator en regisseur. Hij kreeg in de jaren 70 bekendheid als presentator van het satirische consumentenprogramma Hoe bestaat het.

## Levensloop
Joop Brussee werkte kort als onderwijzer, in Eindhoven (1965) en Amsterdam (1966). Bij de radio begon hij als schrijver van hoorspelen voor de jeugd, en debuteerde in 1967 met De toverballen van Flip. Voor de KRO-radio werd hij freelance programmamaker, -regisseur en -presentator. Hij maakte diverse educatieve series, zoals Als je haar maar goed zit (1970-1985), waarin hij als gespreksleider jongeren met ouderen liet praten. Voor deze serie maakte hij in 1984 een tweetal afleveringen over pedofilie, waarbij de KRO de uitzending van de tweede aflevering verbood.
In het theater werkte Brussee vanaf 1968 incidenteel voor het Documentaire Actueel Theater (DAT) van Fons Eickholt. Hij acteerde onder meer in Markies de Sade (1969) en Liever geen bloemen (1970). Voor het Hauser Orkater regisseerde hij hun eerste productie Op avontuur (1972). Van 1971 tot 1975 was hij speldocent bij toneelgroep Centrum.
Brussee presenteerde voor de VARA-televisie de programma's Hoe bestaat het (1975-1981) en Improvisaties (1978). Vanaf 1981 begon hij als freelancer culturele en educatieve series voor de publieke omroep te regisseren, waaronder Open school (1982) en Bokkesprongen (1984). Voor de RVU maakte hij samen met Paul Haenen de serie De buren zeggen (1984). In Puik TV, de beeldbuis in zijn blootje persifleerde hij het medium televisie door een nieuw televisiestation in het leven te roepen. Brussee regisseerde in 1984 voor de IKON de jongerenfilmserie De filmers, met amateurspelers die middels screentests op scholen en in buurthuizen geselecteerd waren.
Van 1985 tot 1999 was hij parttime verbonden als cursusleider en hoofddocent aan de Media Academie, het opleidingscentrum voor de omroep. Hij begeleidde Henk van Os, directeur van het Rijksmuseum, bij zijn presentaties van het televisieprogramma Museumschatten van de VARA (1995-1997).
Begin 21e eeuw schreef Brussee twee studieboeken over regisseren en presenteren.
Hij schrijft vanaf 2019 korte verhalen en blogs die hij publiceert op zijn website.

## Radiowerk
Een selectie van werkzaamheden voor de radio:
- De toverballen van Flip (KRO, 1967) – auteur
- Luister naar de wind (KRO, 1967) – auteur
- Als je haar maar goed zit (KRO, 1970) – programmamaker
- Staalkaart (VARA, 1970) – presentator
- Inspraak (KRO, 1972) – acteur
- Edelman, Bedelman (KRO, 1973) – programmamaker
- De Nijdassen (KRO, 1978) – acteur

## Televisie

### Presentatie
- Hoe bestaat het (VARA, 1975-1981)
- Improvisaties (VARA, 1978)

### Regie
- Open school (Teleac, 1982)
- Schrijvers op school (NOT, 1990)
- Randstad (NOS, 1982)
- BRD Duitsland (NOS, 1983)
- Puik TV, De beeldbuis in zijn blootje (NOS, 1983)
- Tussen plezier en prestatie (RVU, 1983)
- Bokkesprongen (NCRV, 1984)
- De filmers (IKON, 1985)
- De buren zeggen (RVU, 1984)
- Tussen plezier en prestatie (RVU, 1983)
- Op jezelf (RVU, 1987)
- Buchs boeken (VARA, 1990)
- Zeker weten (KRO, 1991)

## Theater
- Markies de Sade (Documentaire Actueel Theater, 1969) – acteur
- Liever geen bloemen (Documentaire Actueel Theater, 1970) – acteur
- Op avontuur (Hauser Orkater, 1972) – regisseur
- Era (Shusaku & Dormu Dance Theater, 1983) – regisseur
- Noon of the Plant (Shusaku & Dormu Dance Theater, 1983) – regisseur

## Publicaties
- Televisieregie, het maken van korte films (Wolters-Noordhoff, 2003)
- Presenteren in interviewen voor radio en televisie (Wolters-Noordhoff, 2004)